# Baltazaria caligata
Baltazaria caligata is een insect dat behoort tot de orde vliesvleugeligen (Hymenoptera) en de familie van de gewone sluipwespen (Ichneumonidae). De wetenschappelijke naam van de soort werd in 1904 gepubliceerd door Cameron.